# Ludus (escuela)
El Ludus era el lugar donde se entrenaba a los gladiadores. Dichas escuelas, tanto estatales como privadas, fueron creadas debido a la creciente demanda de gladiadores en la Antigua Roma, resultando las más sobresalientes la de Capua, Pompeya o Rávena, además de las existentes en la propia Roma.
La cabeza del ludus era el lanista, personaje encargado de reclutar y comercializar a los gladiadores, poniéndolos a disposición de los organizadores de los juegos. Dicho comerciante también era quien comandaba a todo el personal que prestaba servicios en este establecimiento: médicos, masajistas, armeros, un diverso número de esclavos y a una figura destacada, los doctores (o magistri), que eran los que realmente formaban a los gladiadores y que solían ser luchadores retirados, encargados de impartir a sus aprendices intensas jornadas de adiestramiento bajo una disciplina férrea, que preparaba tanto su cuerpo como su mente para el combate cuerpo a cuerpo.
La vida en un ludus era semejante a la vida en la prisión, los gladiadores se alojaban en pequeñas celdas y los condenados pasaban la mayor parte del tiempo encadenados. Vivían en pésimas condiciones, alimentados por cebada, alubias y fruta seca, que confería a los gladiadores una gran cantidad de energía, generando a la vez un importante sobrepeso. Hacían sus necesidades en un lugar común y para asearse usaban una esponja de mar, un palo y un cubo de madera. A la hora de descansar los gladiadores se recostaban sobre un camastro que constituía uno de los escasos elementos de su ajuar.
Los elementos de entrenamiento del ludus eran armas de madera con sobrepeso que contribuían a fortalecer los músculos y se batían contra una estaca fijada en el suelo. Cada luchador en el ludus se especializaba en un arma distinta, las cuales distinguían a cada clase de gladiador.

## Otros usos
Ludus era así mismo la palabra que designaba a los juego de mesa, cuyos ejemplos incluyen ludus latrunculorum y ludus duodecim scriptorum, o el juego de las tabas (astragali).
La poesía latina a menudo explora el concepto de ludus, tanto entendiendo la escritura como una especie de juego, como equiparándola a un campo para los juegos eróticos. "El juego poético (ludus, ludere, iocum, etc.)", observa Michèle Lowrie, "denota dos cosas relacionadas: la elegancia estilística de la variedad alejandrina y la poesía erótica".
Ludi, en plural, eran los juegos que se celebraban junto con las fiestas religiosas romanas.anas.

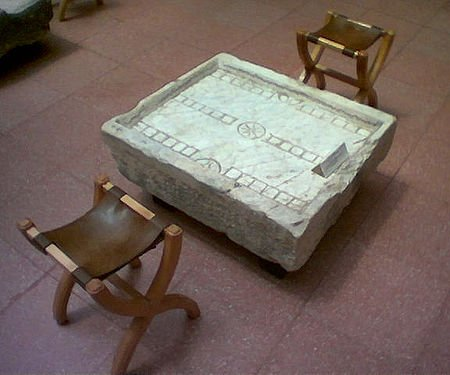
Juego de mesa conocido como ludus duodecim scriptor